# Gabriela Schmoll
Gabriela Schmoll (* 1950 in Neunkirchen, Niederösterreich) ist eine österreichische Schauspielerin.

## Leben
Gabriela Schmoll studierte nach der Matura Geschichte und Germanistik. Schauspielunterricht erhielt sie bei Jolanthe Wührer. Von 1976 bis 1981 war sie am Düsseldorfer Schauspielhaus engagiert, anschließend am Residenztheater München und ab 1983 am Münchner Volkstheater. 1992 kehrte sie nach Wien zurück.
Ab 2005 verkörperte sie in der ORF-Fernsehserie Vier Frauen und ein Todesfall die Rolle der Edith Brunner, in Braunschlag spielte sie die Mutter Tschach.

## Filmografie (Auswahl)
- 1988: Die Arbeitersaga – Müllomania – Winter 1986
- 1991: I love Vienna
- 1994: Höhenangst
- 1995: Es war doch Liebe? (Regie: Wolfgang Glück)
- 1995/96: Kommissar Rex (zwei Episoden)
- 1996: Tatort: Mein ist die Rache
- 1996: Schwarzfahrer
- 1996: Stockinger – Endstation Hallstatt
- 1997: Der Unfisch (Regie: Robert Dornhelm)
- 1997: Spurensuche (Regie: Nikolaus Leytner)
- 1998: Die Geliebte und der Priester (Regie: Sergio Martino)
- 1999: Schlosshotel Orth – Klassentreffen
- 1999: Julia – Eine ungewöhnliche Frau – Die Jugendbande
- 1999: Geboren in Absurdistan
- 2000: Kaisermühlen Blues (zwei Episoden)
- 2000: Heller als der Mond (Regie: Virgil Widrich)
- 2001: Dolce Vita & Co – Die goldene Hochzeit
- 2003: Julia – Eine ungewöhnliche Frau – Das Feuer
- 2003: Böse Zellen
- 2003: Zelary
- 2005: Spiele Leben (Regie: Antonin Svoboda)
- 2005–2015: Vier Frauen und ein Todesfall (Fernsehserie)
- 2006: Karo und der liebe Gott
- 2006: Mord auf Rezept (Regie: Isabel Kleefeld)
- 2007: Tatort: Familiensache
- 2008: SOKO Wien – Der Fall Dr. Seiler
- 2010: Schnell ermittelt – Viktor Zacharias
- 2010: Jud Süß – Film ohne Gewissen
- 2010: Seine Mutter und ich (Regie: Wolfgang Murnberger)
- 2010: Die verrückte Welt der Ute Bock
- 2010: Vitasek? – Ganz in Weiß
- 2011: Atmen
- 2011: Isenhart – Die Jagd nach dem Seelenfänger
- 2012: Die Lottosieger – Reif fürs Landleben?
- 2012: Braunschlag
- 2013: Die Bergretter – Wilde Wasser
- 2013: Die Auslöschung
- 2013: Alles Schwindel (Fernsehfilm)
- 2015: Altes Geld (zwei Episoden)
- 2016: SOKO Wien – Wir sind viele
- 2022: Stadtkomödie – Der weiße Kobold (Fernsehreihe)
- 2022: Serviam – Ich will dienen